# Андрей Павел
Андрей Павел (на румънски: Andrei Pavel) е румънски тенисист.

## Биография
Андрей Павел е роден на 27 януари 1974 г. в Констанца, Румъния. Започва да играе тенис на осем години и се премества в Германия на шестнадесет години. Въпреки че променя страната си на пребиваване, той винаги играе за Румъния за Купа Дейвис.
Павел е женен, със съпругата му Симоне имат три деца, дъщери Каролин и Елена (родени 1999 г.) и син Мареус (роден 2002 г.).

## Кариера
Андрей Павел се състезава повече от 20 години в ATP Тура. Достига до номер 13 в класацията на ATP и печели три титли на сингъл. Достига номер 18 в ранглистата на двойки и печели шест титли на двойки.
Участва в пет олимпийски игри и играе 20 години в румънския отбор за Купа Дейвис.

## Кариерна статистика

### ATP финали (3 титли; 9 финала)
|        | П–З | Година | Турнир                 | Клас           | Настилка   | Опонент           | Резултат                |
| ------ | --- | ------ | ---------------------- | -------------- | ---------- | ----------------- | ----------------------- |
| Победа | 1–0 | 1998   | Япония Оупън           | Шампионски     | Твърда (з) | Байрън Блек       | 6–3, 6–4                |
| Загуба | 1–1 | 1999   | Баварски шампионат     | Световни серии | Клей       | Франко Скилари    | 4–6, 3–6                |
| Загуба | 1–2 | 1999   | Росмален Чемпиъншипс   | Световни серии | Трева      | Патрик Рафтър     | 6–3, 6–7(7–9), 4–6      |
| Победа | 2–2 | 2000   | Хипо Груп Интернешънъл | Международни   | Клей       | Андрю Илие        | 7–5, 3–6, 6–2           |
| Победа | 3–2 | 2001   | Канада Оупън (Монреал) | Мастърс        | Твърда     | Патрик Рафтър     | 7–6(7–3), 2–6, 6–3      |
| Загуба | 3–3 | 2003   | Париж Мастърс          | Мастърс        | Твърда (з) | Тим Хенман        | 2–6, 6–7(6–8), 6–7(2–7) |
| Загуба | 3–4 | 2005   | Баварски шампионат     | Международни   | Клей       | Давид Налбандиян  | 4–6, 1–6                |
| Загуба | 3–5 | 2006   | Хипо Груп Интернешънъл | Международни   | Клей       | Николай Давиденко | 0–6, 3–6                |
| Загуба | 3–6 | 2007   | Хърватия Оупън         | Международни   | Клей       | Карлос Моя        | 4–6, 2–6                |